# انقلاب اسلامی (تمبر ۱۳۵۸)
تمبر یادبود انقلاب اسلامی (۱۳۵۸) تمبری است از نوع یادبود که به مناسبت سالگرد انقلاب ۱۳۵۷ ایران در سال ۱۳۵۸، در ۴ سری چاپ گردید. این تمبر توسط پست ایران منتشر گردید.